# Чемпіонат Європи з боксу 2006
XXXVI Чемпіонат Європи з боксу (чоловіків) відбувся 13 — 23 липня 2006 року в Пловдіві в Болгарії.
Збірна України: Георгій Чигаєв, Віталій Волков, Олександр Кириченко, Дмитро Буленков, Олександр Ключко, Микола Семеняга, Олександр Стрецький, Олександр Усик, Ісмаїл Сіллах, Денис Пояцика, В'ячеслав Глазков.

## Медалісти
| Категорія:                         | Золото:          | Срібло:           | Бронза:                            |
| Перша найлегша вага (до 48 кг)     | Давид Айрапетян  | Альфонсо Пінто    | Мумін Велі Оганес Даніелян         |
| Найлегша вага (до 51 кг)           | Георгій Балакшин | Самір Мамедов     | Бато-Мунко Ванкеєв Жером Тома      |
| Легша вага (до 54 кг)              | Алі Алієв        | Детелін Далаклієв | Мірсад Ахметі Жолт Бедак           |
| Напівлегка вага (до 57 кг)         | Альберт Селімов  | Шахін Імранов     | Стівен Сміт Олексій Шайдулін       |
| Легка вага (до 60 кг)              | Олексій Тищенко  | Грачик Джавахян   | Вазген Сафарянц Олександр Ключко   |
| Перша напівсередня вага (до 64 кг) | Борис Георгієв   | Олег Коміссаров   | Іонуц Георге Дьюла Кате            |
| Напівсередня вага (до 69 кг)       | Андрій Баланов   | Спас Генов        | Олександр Стрецький Кахабер Жванія |
| Середня вага (до 75 кг)            | Матвій Коробов   | Рахіб Бейларов    | Олександр Усик Фундо Мхура         |
| Напівважка вага (до 81 кг)         | Артур Бетербієв  | Ісмаїл Сіллах     | Кенні Іган Константин Беженару     |
| Важка вага (до 91 кг)              | Денис Пояцика    | Роман Романчук    | Ельчин Алізаде Александр Повернов  |
| Надважка вага (вище 91 кг)         | Іслам Тимурзієв  | Роберт Геленіус   | Кубрат Пулєв Курбан Ґюнебакан      |

## Медальний залік
| Медальний залік |                    |        |        |        |       |
| Місце           | Держава            | Золото | Срібло | Бронза | Разом |
| 1               | Росія              | 9      | 2      | 0      | 11    |
| 2               | Болгарія           | 1      | 2      | 2      | 5     |
| 3               | Україна            | 1      | 1      | 3      | 5     |
| 4               | Азербайджан        | 0      | 3      | 1      | 4     |
| 5               | Вірменія           | 0      | 1      | 1      | 2     |
| 6               | Фінляндія          | 0      | 1      | 0      | 1     |
| 6               | Італія             | 0      | 1      | 0      | 1     |
| 8               | Білорусь           | 0      | 0      | 2      | 2     |
| 8               | Угорщина           | 0      | 0      | 2      | 2     |
| 8               | Румунія            | 0      | 0      | 2      | 2     |
| 10              | Хорватія           | 0      | 0      | 1      | 1     |
| 10              | Англія             | 0      | 0      | 1      | 1     |
| 10              | Франція            | 0      | 0      | 1      | 1     |
| 10              | Німеччина          | 0      | 0      | 1      | 1     |
| 10              | Грузія             | 0      | 0      | 1      | 1     |
| 10              | Ірландія           | 0      | 0      | 1      | 1     |
| 10              | Північна Македонія | 0      | 0      | 1      | 1     |
| 10              | Шотландія          | 0      | 0      | 1      | 1     |
| 10              | Туреччина          | 0      | 0      | 1      | 1     |
| Разом           | 19 держав          | 11     | 11     | 22     | 44    |